# 利特爾派恩鎮區 (明尼蘇達州克羅溫縣)
利特爾派恩鎮區（英語：Little Pine Township）是位於美國明尼蘇達州克羅溫縣的一個行政鎮區。

## 地方資料
利特爾派恩鎮區的面積為92.70平方千米，當中陸地面積為89.26平方千米，而水域面積為3.44平方千米。根據2020年美國人口普查的數據，當地共有人口87人，而人口密度為每平方千米0.94人。